# Sunbury Lock

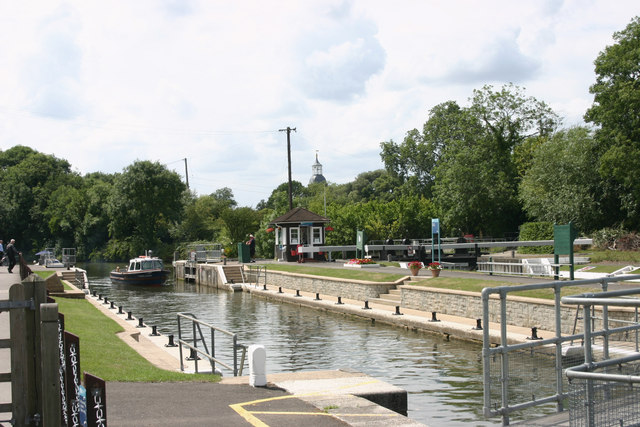
Das Sunbury Lock

Das Sunbury Lock ist eine Schleuse in der Themse bei Walton-on-Thames in Surrey, England. Sie liegt am südlichen Ufer gegenüber von Sunbury.
Es handelt sich im Grunde um zwei Schleusen, die sich weiter flussabwärts befinden als die 1812 gebaute erste Schleuse. Die ältere handbetriebene Schleuse wurde 1856 gebaut und wird heute nur noch selten benutzt. Die neuere Schleuse wurde 1927 von Lord Desborough eröffnet. Es gibt auch eine Bootsschleppe für kleinere Boote. Die Schleuse schließt an die Insel Sunbury Lock Ait an.
Es gibt mehrere Wehre im Bereich der Schleuse. Das Hauptwehr liegt zwischen dem Sunbury Lock Ait und Wheatley’s Ait, was zu einer starken Strömung im dahinter liegenden Abschnitt führt. Ein weiteres Wehr liegt am flussaufwärts gelegenen Ende von Wheatley’s Ait. Eine Fußgängerbrücke verbindet die Inseln, doch ist diese nicht für die Öffentlichkeit zugänglich.

## Geschichte
Das erste Wehr wurde 1789 gebaut, um eine tiefere Schifffahrtsrinne zu schaffen. Es gab in diesem Bereich, als der Fluss noch von den Gezeiten beeinflusst war, wegen zahlreicher Untiefen verschiedene andere Wehre. Der erste Plan für eine Schleuse aus dem Jahr 1805 sah einen großen Kanaldurchstich vor. Der überarbeitete Plan aus dem Jahr 1809 führte zum Bau der ersten Schleuse einige hundert Meter flussaufwärts der heutigen Schleuse nahe dem zur gleichen Zeit gebauten ursprünglichen Schleusenwärterhaus. Der Durchstich für die Schleuse wurde aus einem bereits existierenden Wasserlauf an der Insel geschaffen und die Schleuse wurde 1812 eröffnet. 1852 war die Schleuse verfallen und der Plan Trinkwasser in großem Umfang aus dem Fluss unterhalb zu entnehmen, spornte den Wiederaufbau an. Die Schleuse wurde an ihre heutige Stelle verlegt und ein neues Schleusenwärterhaus dazu gebaut. Die Schleuse wurde 1856 eröffnet. 1927 wurde die zweite Schleuse durch Lord Desborough, den damaligen Präsidenten der Thames Conservancy eröffnet.

## Der Fluss oberhalb der Schleuse
Dem Schleusenkanal folgt zunächst Wheatley’s Ait und dann die Walton Bridge. Nach der Brücke teilt sich der Fluss in den alten Verlauf, der sich an Shepperton vorbei windet und den geraden Desborough Cut an der Desborough Island. Vor dem Shepperton Lock treffen sich beide Arme wieder. Hier münden der Wey, die Wey Navigation und der River Bourne in die Themse. Dazu kommen hier auch die D’Oyly Carte Island und die Hamhaugh Island. Die Fährverbindung Shepperton–Weybridge verkehrt knapp unterhalb des Shepperton Lock.
Der Themsepfad folgt dem südlichen Ufer bis fast zum Shepperton Lock, wo er auf der Fähre auf die andere Seite wechselt.

## Kayaknutzung des Wehrs
Das Sunbury Weir ist der Ort mit dem größten und schnellsten Wasserfluss zum Playboating im Verlauf der Themse. Für unerfahrene Bootsfahrer ist es sehr schwierig zu nutzen.
Am Wehr an der Sunbury Schleuse muss mindestens ein Tor ganz und ein weiteres halb geöffnet sein und am oberhalb gelegenen Hurley Lock müssen an dessen Wehr mindestens drei Tore geöffnet sein, um ausreichend Wasser zur Verfügung zu haben.
Die Verhältnisse am Wehr sind auch entscheidend vom Wasserstand unterhalb des Wehrs abhängig und damit ist der Zustand am Molesey Lock von entscheidender Bedeutung. Genaue Informationen zu den Bedingungen werden nicht veröffentlicht, sondern beruhen allein auf informeller Weitergabeinformation.